# Championnat d'Europe de course à l'élimination masculin (juniors)
Le Championnat d'Europe de course à l'élimination masculin juniors est le championnat d'Europe de course à l'élimination organisé annuellement par l'Union européenne de cyclisme pour les cyclistes âgés de 17 et 18 ans. Le championnat, organisé depuis 2017, a lieu dans le cadre des championnats d'Europe de cyclisme sur piste juniors et espoirs.

## Palmarès
| Année | Or                    | Argent                | Bronze                  |
| ----- | --------------------- | --------------------- | ----------------------- |
| 2017  | Michele Gazzoli       | JB Murphy             | Unai Iribar             |
| 2018  | Milan Fretin          | Dzianis Mazur         | Louis Brulé             |
| 2019  | Tim Torn Teutenberg   | Panagiotis Karatsivis | Lubos Kominek           |
| 2020  | Tobias Aagaard Hansen | Adam Wozniak          | Fabian Weiss            |
| 2021  | Matyáš Koblížek       | Dmitrii Dolzhikov     | Dominik Ratajczak       |
| 2022  | Matteo Fiorin         | Jed Smithson          | Žak Eržen               |
| 2023  | Davide Stella         | Žak Eržen             | Collin Westbroek        |
| 2024  | Rubén Sánchez Córdoba | Heimo Fugger          | Albert Hansgaard Jensen |
| 2025  | Heimo Fugger          | Matvei Iakovlev       | Ilya Slesarenko         |